# Горичиці
Горичиці (словен. Goričice) — поселення в общині Церкниця, Регіон Нотрансько-крашка, Словенія. Висота над рівнем моря: 596 м.